# 中裏海獨裁政權
中裏海獨裁政權（俄语：Диктатура Центрокаспия）是在俄国内战期間於巴庫短暂存在的一個臨時政權。1918年7月26日，布爾什維克的巴庫公社垮台。8月1日，里海艦隊中央委員會和蘇維埃執行委員會臨時幹部會獨裁政權成立。這是一個反布爾什維克政權，得到英軍的協助。领导人主要为社会革命党人和孟什维克，也包括亚美尼亚革命联盟成员。9月15日，鄂圖曼帝國軍隊進駐巴庫，该政權瓦解。